# IER5
IER5 (англ. Immediate early response 5) – білок, який кодується однойменним геном, розташованим у людей на 1-й хромосомі. Довжина поліпептидного ланцюга білка становить 327 амінокислот, а молекулярна маса — 33 704.
| 10         |  | 20         |  | 30         |  | 40         |  | 50         |
| ---------- |  | ---------- |  | ---------- |  | ---------- |  | ---------- |
| MEFKLEAHRI |  | VSISLGKIYN |  | SRVQRGGIKL |  | HKNLLVSLVL |  | RSARQVYLSD |
| PCPGLYLAGP |  | AGTPAPPPQQ |  | QPGEPAAGPP |  | AGWGEPPPPA |  | ARASWPETEP |
| QPERSSVSDA |  | PRVGDEVPVA |  | TVTGVGDVFQ |  | GGEADATEAA |  | WSRVEGPRQA |
| AAREAEGTAG |  | GWGVFPEVSR |  | AARRPCGCPL |  | GGEDPPGTPA |  | ATPRAACCCA |
| PQPAEDEPPA |  | PPAVCPRKRC |  | AAGVGGGPAG |  | CPAPGSTPLK |  | KPRRNLEQPP |
| SGGEDDDAEE |  | METGNVANLI |  | SIFGSSFSGL |  | LRKSPGGGRE |  | EEEGEESGPE |
| AAEPGQICCD |  | KPVLRDMNPW |  | STAIVAF    |  |            |  |            |

A: Аланін

C: Цистеїн

D: Аспарагінова кислота

E: Глутамінова кислота

F: Фенілаланін

G: Гліцин

H: Гістидин

I: Ізолейцин

K: Лізин

L: Лейцин

M: Метіонін

N: Аспарагін

P: Пролін

Q: Глутамін

R: Аргінін

S: Серин

T: Треонін

V: Валін

W: Триптофан

Кодований геном білок за функціями належить до репресорів, активаторів. 
Задіяний у таких біологічних процесах, як відповідь на стрес, транскрипція, регуляція транскрипції. 
Локалізований у цитоплазмі, ядрі.